# Wendy Kaminer
Wendy Kaminer, född 28 december 1949, är en amerikansk advokat och författare. Hon har skrivit ett antal böcker om samtida samhällsfrågor, inklusive A Fearful Freedom: Women's Flight From Equality (om konflikten mellan egalitär och protektionistisk feminism), I'm Dysfunctional, You're Dysfunctional (om självhjälpsrörelsen) och Sleeping with Extra-Terrestrials.

## Biografi

### Tidiga år
Kaminer tog 1971 examen vid Smith College. Hon disputerade som juris doktor vid Boston University Law School och arbetade som juridiskt ombud för Legal Aid Society och inom staben för borgmästaren i New York.

### Aktivism

#### Feministiskt engagemang
Under det sena 1970-talet arbetade Kaminer hos den antipornografiska aktionsgruppen Women Against Pornography, där hon rekommenderade personliga, medvetandehöjande insatser och avrådde från försök att lagvägen försöka censurera pornografin. Hon bidrog med ett kapitel till den antipornografiska antologin Take Back the Night, där hon försvarade friheterna som omnämns i det första tillägget i USA:s konstitution. Hon motsatte sig försöken av Catharine MacKinnon och Andrea Dworkin att definiera pornografin som ett brott mot medborgerliga rättigheter.
1992 kritiserade hon den censurivrande rörelsen i en artikel i The Atlantic betitlad "Feminists Against the First Amendment." Som tydlig förkämpe för yttrandefrihet har hon varit medlem av den rådgivande styrelsen till Foundation for Individual Rights and Expression.
Kaminer har beskrivit sig själv som en feminist med ett klart perspektiv kring jämställdhet och individuella rättigheter, och hon engagerade sig tidigt emot det sena 1900-talets "protektionistiska" feminism, manifesterad i exempelvis rörelsen för att censurera pornografi. Hon var också kritisk emot den särartsfeminism som Carol Gilligan presenterade. I oktobernumret 1993 av The Atlantic kritiserade Kaminer "feminismens identitetskris". Senare har hon bidragit med kritik mot dem som ifrågasatt de ökade friheterna – även för kvinnor – via p-piller och den sexuella revolutionen. Hennes försvar för frihetens värde inkluderar en tanke om att liberalismens motståndare kämpar för en utopisk värld, eftersom den mänskliga naturen inte är kompatibel med utopier. Hon ser också denna kamp som ett än större hot, i och med – som hon ser det – utopianismens brist på förverkligande kan leda till att folk anammar nihilistiska idéer, och "nihilism är extremt farligt".

#### ACLU
Från tidigt 1990-tal och fram till juni 1999 var Kaminer styrelseledamot av Massachusetts-grenen av American Civil Liberties Union. Mellan 1999 och juni 2006 satt hon i styrelsen för riksorganisationen av ACLU.
2003, under sin tid i centralstyrelsen, blev Kaminer en stark kritiker av ledarskapet inom organisationen. Hon blev inblandad i en serie av kontroverser, inklusive försöken att avsätta den verkställande direktören, något som kulminerade i ett uppmärksammat initiativ till att förbjuda styrelseledamöterna att kritisera ACLU. 2009 publicerade hon en bok omkring sina upplevelser och åsikter under denna period, betitlad Worst Instincts: Cowardice, Conformity and the ACLU.
2018 bidrog Kaminer fortfarande med åsikter omkring ACLU och vad hon ser som ett lämpligt förhållande mellan skyddandet av medborgerliga fri- respektive rättigheter. "Ingen annan gör detta jobb på riksnivå och med någon mer utvecklad rättskänsla."

### Skrivande
Kaminer är en före detta Guggenheim fellow, och hon har utöver Worst Instincts publicerat sju ytterligare böcker. Dessa inkluderar I'm Dysfunctional, You're Dysfunctional: The Recovery Movement and Other Self-Help Fashions (1992), med en mycket uppmärksammad kritik av den amerikanska självhjälpsrörelsen. Hon har också skrivit en hel del om irrationalism, andlighet och mötet mellan religion och politik i USA, ämnen som var temat i hennes Sleeping with Extra-Terrestrials: The Rise of Irrationalism and Perils of Piety från 1999. Hennes skrivande runt feminism inkluderar A Fearful Freedom: Women's Flight from Equality (1990), där hon behandlar den historiska konflikten mellan jämställdhet och skydd för kvinnor, och där hon utforskar protektionismens lagliga och sociala fallgropar.
Som en före detta rättshjälpsadvokat är hon uttalad motståndare till dödsstraff och det befintliga amerikanska rättssystemet, något som togs upp i It's all the Rage: Crime and Culture.

## Privatliv
Den 17 november 2001 gifte sig Kaminer med sin sambo sedan många år, Woody Kaplan. Kaplan, med en bakgrund inom fastighetsbranschen, grundade Civil Liberties List (en politiskt inriktad organisation) och ägnar sig på heltid åt politisk aktivism och arbete runt medborgerliga friheter.
Kaplan är ordförande för Defending Dissent Foundation och leder den rådgivande nämnden till Secular Coalition for America. Kaminer är själv medlem av nämnden.

## Biografi
Böcker
- Women volunteering: the pleasure, pain, and politics of unpaid work from 1830 to the present. Garden city, N.Y.: Anchor Press. 1984. ISBN 0385184239
- A fearful freedom: women's flight from equality. Reading, Mass.: Addison-Wesley. 1990. ISBN 0201092344
- I'm dysfunctional, you're dysfunctional : the recovery movement and other self-help fashions, Addison-Wesley, Reading, Mass. 1992.
- Sleeping with extra-terrestrials [Elektronisk resurs] the rise of irrationalism and perils of piety. New York: Pantheon Books. 1999. ISBN 0-679-44243-X
- It's all the rage : crime and culture, Addison-Wesley, Reading, Mass. 1995.
- True love waits : essays and criticism, Addison-Wesley, Reading, Mass. 1996.
- Free for all : defending liberty in America today, Beacon Press, Boston, Mass. 2002.
- Worst instincts : cowardice, conformity, and the ACLU, Beacon Press, Boston, Mass. 2009.

Texter (urval)
- MacKinnon, Catharine A.; Kaminer, Wendy (2000 (6:e upplagan)). ”Pornography”. Morality in practice (Belmont, Calif., 2000):  sid. 317-350.